# Amphineurus (Amphineurus) hudsoni hudsoni
Amphineurus (Amphineurus) hudsoni hudsoni is een ondersoort van de tweevleugelige Amphineurus (Amphineurus) hudsoni uit de familie steltmuggen (Limoniidae). De ondersoort komt voor in het Australaziatisch gebied.